# Francisco Manuel Blanco
Francisco Manuel Blanco (Navianos de Alba, 24 november 1778 – Manilla, 1 april 1845) was een Spaanse pater en botanicus.
Blanco was een augustijner pater, die als missionaris werkte van 1805 tot zijn dood in 1845 in de Spaanse kolonie de Filipijnen. Zijn eerste post daar was Angat, in de Filipijnse provincie Bulacan. Later diende hij in San Jose, Bauan, Batangas, Pasig City en Parañaque. In zijn laatste functie als provinciaal overste van de Augustijnen Orde in de Filipijnen reisde hij veel door het land.
Naast zijn missionariswerk was Blanco botanicus. Hij schreef de Flora de Filipinas. Según el sistema sexual de Linneo, 1837, het eerste uitgebreide overzichtswerk over de Filipijnse flora.
De botanicus Carl Ludwig Blume, vernoemde het geslacht Blancoa uit de palmenfamilie naar hem.